# Youri Regeer
Youri Regeer (Haarlem, 18 agosto 2003) è un calciatore olandese, centrocampista dell'Ajax.

## Carriera

### Club
Il 15 dicembre 2021 ha debuttato con la prima squadra dell'Ajax in un incontro di KNVB beker vinto 4-0 contro il Barendrecht.
Il 9 giugno 2023, Regeer ha firmato un contratto di quattro anni con il Twente.
Il 25 gennaio 2025 viene ufficializzato il suo ritorno all'Ajax, firmando un contratto fino al 2029.

### Nazionale
Ha giocato in tutte le nazionali giovanili olandesi comprese tra l'Under-15 e l'Under-21.

## Statistiche

### Presenze e reti nei club
Statistiche aggiornate al 18 settembre 2023.
| Stagione        | Squadra         | Campionato      | Campionato | Campionato | Coppe nazionali | Coppe nazionali | Coppe nazionali | Coppe continentali | Coppe continentali | Coppe continentali | Altre coppe | Altre coppe | Altre coppe | Totale | Totale | Totale |
| Stagione        | Squadra         | Comp            | Pres       | Reti       | Comp            | Pres            | Reti            | Comp               | Pres               | Reti               | Comp        | Pres        | Reti        | Pres   | Reti   |        |
| --------------- | --------------- | --------------- | ---------- | ---------- | --------------- | --------------- | --------------- | ------------------ | ------------------ | ------------------ | ----------- | ----------- | ----------- | ------ | ------ | ------ |
| 2019-2020       | Jong Ajax       | 1D              | 3          | 0          |                 | -               | -               |                    | -                  | -                  |             | -           | -           | 3      | 0      |        |
| 2020-2021       | Jong Ajax       | 1D              | 37         | 0          |                 | -               | -               |                    | -                  | -                  |             | -           | -           | 37     | 0      |        |
| 2021-2022       | Jong Ajax       | 1D              | 25         | 5          |                 | -               | -               |                    | -                  | -                  |             | -           | -           | 25     | 5      |        |
| 2022-2023       | Jong Ajax       | 1D              | 26         | 1          |                 | -               | -               |                    | -                  | -                  |             | -           | -           | 26     | 1      |        |
| 2021-2022       | Ajax            | ED              | 3          | 0          | CO              | 2               | 1               | UCL                | 0                  | 0                  | SO          | 0           | 0           | 5      | 1      |        |
| 2022-2023       | Ajax            | ED              | 3          | 0          | CO              | 0               | 0               | UCL+UEL            | 0                  | 0                  | SO          | 0           | 0           | 3      | 0      |        |
| 2023-2024       | Twente          | ED              | 4          | 0          | CO              | 0               | 0               | UECL               | 5                  | 0                  |             | -           | -           | 9      | 0      |        |
| Totale carriera | Totale carriera | Totale carriera | 101        | 6          |                 | 2               | 1               |                    | 5                  | 0                  |             | 0           | 0           | 108    | 7      |        |

## Palmarès
- Coppa dei Paesi Bassi: 1

Ajax: 2020-2021
- Campionato olandese: 2

Ajax: 2020-2021, 2021-2022